# Battaglia di Wissembourg
La battaglia di Wissembourg, o battaglia di Weissenburg, la prima della guerra franco-prussiana, si verificò quando tre corpi d'armata tedeschi sorpresero la piccola guarnigione francese (tra cui figuravano anche turcos) nell'omonima cittadina alsaziana il 4 agosto 1870. I francesi si batterono coraggiosamente nonostante l'evidente inferiorità numerica venendo inevitabilmente sopraffatti.
La vittoria permise al Regno di Prussia di avanzare in territorio nemico costringendo il generale Patrice de Mac-Mahon a battersi il 6 agosto nella battaglia di Wœrth, ancora una volta con esito positivo per il Principe Federico.

## Storia

### I movimenti prima della battaglia
Nel giugno 1870 Napoleone III di Francia mosse il suo esercito in Lorena occupando la città di Saarbrücken. I francesi erano già arretrati su un cordone difensivo in attesa dell'invasione prussiana e il maresciallo di Francia Patrice de Mac-Mahon al comando del I corpo d'armata (composta da quattro divisioni per un totale di 45 000 uomini) aveva il compito di minacciare il fianco di un eventuale attacco prussiano verso Strasburgo e di mantenere i contatti con le truppe del VII corpo del generale Abel Douay stanziato a Belfort, con le quali avrebbe in seguito ingaggiato l'avversario. La terza armata del principe Federico Carlo, divisa in una armata di ingaggio collocata a Wissembourg il 4 agosto e in una di scontro posta a Froeschwiller due giorni dopo, si stava intanto dirigendo verso l'armata francese.
La seconda divisione di Mac-Mahon era al comando del sessantunenne generale Douay ed arrivò a Wissembourg il 3 agosto. Nella città i francesi avevano costruito solide posizioni difensive durante il XVIII secolo, abbandonando le fortificazioni nel 1867. Essa costituiva un importante punto di comunicazione con la Baviera, Strasburgo e la bassa Alsazia. Il 3 agosto Von Moltke comunicò al principe ereditario che il giorno dopo la terza armata avrebbe passato la frontiera a Wissembourg.
Douay intanto veniva a conoscenza del fatto che i bavaresi avevano già iniziato a sequestrare i posti di dogana ad est della Lauter e che forze prussiane di grosse dimensioni erano già in zona. Solo la mattina del 4 agosto Douay inviò una compagnia di fanteria dall'altra parte del fiume, la quale venne immediatamente respinta dalla cavalleria prussiana. Questo avvenimento venne sottovalutato e considerato avventatamente niente più che una scaramuccia di frontiera. Informato da Mac-Mahon dei risultati della ricognizione, il maresciallo procedette ad ordinare il trasferimento del suo quartier generale a Wissembourg l'indomani. Mentre veniva comunicato a Laboeuf, presso Metz, lo spostamento di Mac-Mahon del giorno successivo tramite telegrafo, i primi colpi di cannone prussiani venivano esplosi su Wissembourg e la quarta divisione bavarese del generale Friedrich von Bothmer iniziava a muoversi attraverso la Lauter. Presso il quartier generale di Douay (a Chateau Geisberg) la confusione fu totale.

### Lo scontro

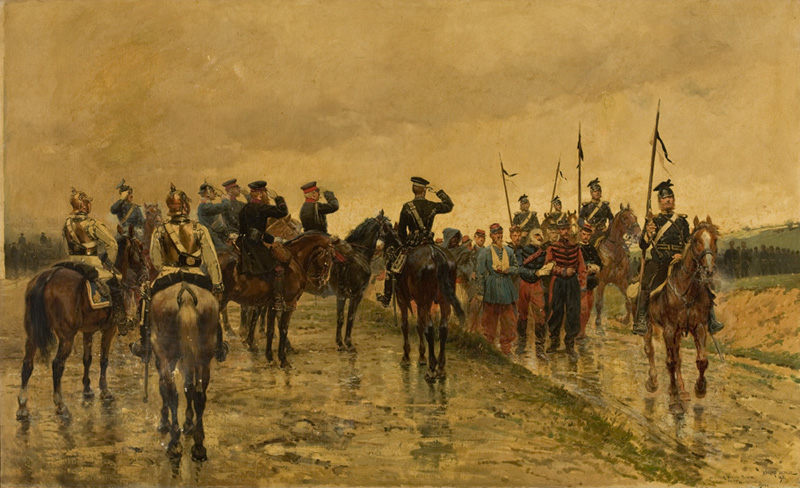
Ufficiali tedeschi rendono omaggio a prigionieri francesi

Alle ore 8:00 del 4 agosto 1870 il II corpo bavarese aveva iniziato a bombardare la città e nel momento in cui i bavaresi cominciarono a sciamare dal Lauter furono subito sottoposti ad un intenso cannoneggiamento e al fuoco delle mitragliatrici. L'intervento dei soldati francesi, la maggior parte veterani, fu immediato e il fuoco degli Chassepot si udì subito. Il primo tentativo di entrare nella città fu ostacolato dal 1º reggimento algerino di Tirailleur, che creò un fuoco di sbarramento impenetrabile. La mattina dopo i primi cannoni tedeschi passarono il Lauter su ponti di fortuna e iniziarono a supportare gli attacchi di fanteria.
Mentre Albrecht von Blumenthal diresse la 3ª divisione prussiana contro la sinistra dello schieramento francese il V e l'XI corpo si portarono sulla destra delle formazioni francesi. Il generale Douay intanto appariva spacciato, con poche forze e chiuso tra due lati dalle truppe nemiche. Con l'uccisione di Douay nella tarda mattinata l'accerchiamento prussiano era completo. La 9ª divisione prussiana passò il Lauter presso Saint-Remy prendendo Altenstadt e sei battaglioni bavaresi passarono dal Lauter verso Wissembourg completando l'accerchiamento.
Alla fine della battaglia, furono gli stessi abitanti della città a invocare la resa dei francesi, chiedendo al 74º reggimento che venissero aperte le porte della città purché non venissero distrutte le proprie case. La battaglia terminò quando un gruppo di civili riuscì a raggiungere il cancello di Haguenau, ad abbassare il ponte levatoio e ad aprire la strada ai bavaresi. Il generale Mac-Mahon venne a sapere del disastro non prima delle 2,30 del pomeriggio, quando decise di raccogliere le forze rimanenti e preparare la ritirata verso Lemberg e Meisenthal, dove si sarebbe riunito con l'armata del Reno e con il VI corpo di Canrobert.
Di lì a poco, tuttavia, gli uomini del principe ereditario avrebbero incontrato il grosso dell'esercito di Mac-Mahon nella battaglia di Wœrth.